# 胃底
胃底（Fundus (stomach)）とは、胃の左側に位置し、噴門から水平に線を引いた上方に位置する部分をいう。
上方に向けて丸みを帯びているので、胃の中でガスが発生するとこの部分にたまる。
胃の中での未消化物は1時間を上限としてここにたまる。
なお、胃底（または胃底部）と呼ばれるのは、胃の上部で噴門に近い部分のことで、この名は、胃の外科手術を行うとき、胃よりも下の部位から開腹するため、そこから見ると胃の中では一番奥に位置することから付けられた。胃底部は横隔膜に接する。中身がない状態では、内側の壁はひだを作り縮んでいる（容積は約50ミリリットル）が、食後に食べ物でふくらんだ状態のときは、腹部前面に張り出したのが感じられるぐらいに膨らむ（いわゆる「満腹」の状態では、容積は1.5から1.8リットル）。幽門は第1腰椎右側に位置する。